# Nyctiophylax barrorum
Nyctiophylax barrorum är en nattsländeart som beskrevs av Morse 1990. Nyctiophylax barrorum ingår i släktet Nyctiophylax och familjen fångstnätnattsländor. Inga underarter finns listade i Catalogue of Life.